# Minato-ku (Osaka)
Minato-ku (港区?, Minato-ku, lett. quartiere del porto) è uno dei 24 quartieri di Ōsaka, in Giappone. Si trova nella parte ovest della municipalità, ed è affacciato sul porto cittadino, dal quale prende il nome.

## Storia
Il fiume Aji venne scavato nel 1683 per controllare le esondazioni del fiume Yodo. Nell'era Genroku (1688–1704), furono create delle risaie che furono chiamate Ichioka, Tanaka, Yahataya, ecc., nomi tuttora esistenti nel quartiere. Nel 1831 fu creata la collinetta di Tempozan dagli scavi nell'Aji; inizialmente alta 20 metri, si è col tempo ridotta agli attuali 4,5 metri.
Nel 1868, al tempo della restaurazione Meiji e della riapertura del paese ai contatti con l'estero, vennero iniziati i lavori di costruzione del porto di Osaka, inizialmente chiamato Kawaguchi (letteralmente: foce). Fino ad allora, buona parte dell'odierno territorio del quartiere era un acquitrino. Nel 1889 Osaka divenne una municipalità, e l'attuale territorio di Minato-ku prese il nome di villaggio Kawaminami della contea Nishinari. Nel 1903 fu completato il porto, che divenne il capolinea di una delle nuove tramvie municipali, e l'area bonificata abitabile si espanse e si popolò.
Il quartiere attuale, con la presente denominazione, fu istituito nel 1925. Inizialmente la sua popolazione era di 281.678 abitanti. I distretti che lo formavano erano Kujo, Ichioka, Kawaminami, Sangenya e Izumio. Nel 1934 fu investito dal tifone Muroto, ma la devastazione maggiore fu quella della guerra del Pacifico, durante la quale Minato-ku fu raso al suolo dai bombardamenti alleati. Nel 1956 si abbatté il tifone Jane e nel 1961 il Muroto II. Nello stesso anno le ferrovie di Stato inaugurarono la stazione di Bentenchō e la metropolitana di Osaka aprì la Osakako - Bentencho, l'odierna linea Chūō, che nel 1964 fu estesa fino alla stazione di Honmachi.
Nel 1974 fu inaugurato il ponte Minato Ohashi e nel 1988 quello di Tempozan. Nel 1989 venne aperta la strada Hansin Expressway Osakako, mentre nel 1994 fu aperta la Hansin Expressway Wangan. Nel 1995 fu inaugurato il ponte di Namihaya.

## Geografia fisica
Il quartiere è situato in un'isola ed è completamente pianeggiante, ad eccezione della minuscola collinetta artificiale chiamata Tempo-zan, formata dalla terra scavata nell'Ajigawa.. A nord-ovest è bagnato dall'Ajigawa (安治川), ultimo segmento del fiume Kyū-Yodo (旧淀川?, Kyū-Yodo-gawa), al di là del quale si estende il quartiere Konohana-ku. Un canale a nord-est separa Minato-ku dal quartiere Nishi-ku, mentre un altro canale fa da confine a sud-est con il quartiere Taisho-ku. A sud-ovest si affaccia su uno dei vari bracci di mare formati dalle isole della baia di Osaka.

## Punti di interesse
- Kaiyūkan (Acquario di Osaka)
- Museo dei trasporti di Osaka
- Porto di Osaka
- Tempozan

## Stazioni ferroviarie
- JR West
  - Stazione di Bentenchō
- Metropolitana di Osaka
  - Stazione di Bentenchō
  - Ōsakakō
  - Asashiobashi